# Murrayglossus
Murrayglossus hacketti — викопний вид єхиднових із Західної Австралії, що жив у плейстоцені. Описаний за кількома кістками, виявленими в Мамутовій печері. Zaglossus hacketti завдовжки в метр і важив близько 30 кг. Це робить його найбільшим однопрохідним із будь-коли відомих науці. Через відсутність фрагментів черепа, віднесення Zaglossus hacketti до роду проєхидни поки умовне.

## Опис
Zaglossus hacketti були близько 1 метра завдовжки, 0,5 метра заввишки й важили близько 30 кг, Цей вид був найбільшим серед будь-коли існуючих однопрохідних. Zaglossus hacketti мали довші та пряміші ноги, ніж будь-які сучасні єхидні. Науковці припускають, що через цю особливість тварин були більш пристосовані до переміщення в лісах.

## Виявлення
Викопні рештки Zaglossus hacketti були виявлені в Мамутовій печері, Західна Австралія. Виявлених решток дуже мало, головним чином хребці та кістки ніг. Черепний матеріал повністю відсутній, що робить розміщення Zaglossus hacketti в роді Zaglossus доволі невизначеним. Деякі зі скам'янілостей мають розрізи й сліди опіків, що дає можливість припустити, що Zaglossus hacketti хоча б інколи ставав здобиччю мисливців.
Знайдені в Арнемленді в Північній території наскельні малюнки аборигенів можуть зображати Zaglossus hacketti або проєхидну волохату, популяція якої збереглась до сьогодні.